# 화산대

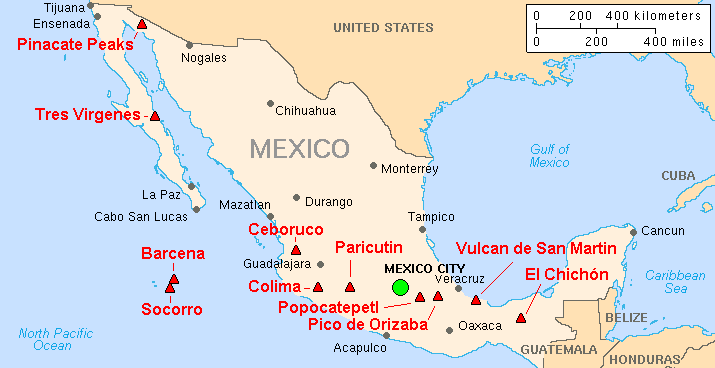
멕시코 화산대

화산대(火山帯)는 한정된 지질시대에 분출한 화산이 많이 늘어서 있는 지대이다.

## 해설
화산대의 폭은 보통 100-200km인데, 세계에서 가장 긴 화산대는 태평양을 에워싸고 있는 환태평양 화산대이다. 전 세계 활화산의 60%는 이 화산대에 속해 있다. 특징은 컬크알칼리 암계라고 불리는, 주로 안산암질 마그마의 분출이 많으며, 여러 가지 형태의 화산이 있고, 분화 형태도 매우 다양하여 지구 표면에서 화산 활동이 가장 활발한 부분이다. 이 밖에도 지중해에서 아시아에 걸쳐 뻗어 있는 지중해 화산대, 아프리카 대륙 동부의 대지구대를 따라 분포하는 동아프리카 화산대 등이 있다. 모든 화산대는 지진대나 지각 변동이 격렬한 지역과 일치한다. 한편 해저에는 다른 종류의 화산대, 즉 태평양 남동부와 대서양 중앙부를 남북으로 달리는 지대, 인도양 등의 중앙 해령이라 불리는 총연장 8만 킬로미터에 이르는 균열 지대가 있으며, 이곳은 현무암질 마그마의 활동이 왕성하다. 하와이 제도나 갈라파고스 제도는 거대한 화산열도이다.

## 같이 보기
- 열점
- 환태평양 조산대
- 판 구조론